# Норін Каррі
Норін Каррі (англ. Noreen Curry; 1915–2004) канадська колекціонерка, меценатка та зоозахисниця, відома передовсім своєю обширною бібліотекою.

## Біографія
Норін Каррі пристрасно цікавилася природою та збереженням дикої природи. Співфінансувала та брала участь у двох експедиціях зі збирання рукокрилих до Африки в 1970-х під керівництвом доктора Рендольфа Петерсона, куратора ссавців у Королівському музеї Онтаріо. Відповідала за отримання часткового фінансування для будівництва «печери рукокрилих» у Королівському музеї Онтаріо, галереї, яку вважала важливим засобом навчання дітей про рукокрилих.

## Пам'ять
Типовий зразок Glauconycteris curryae був зібраний в Камеруні.